# Lysistrate

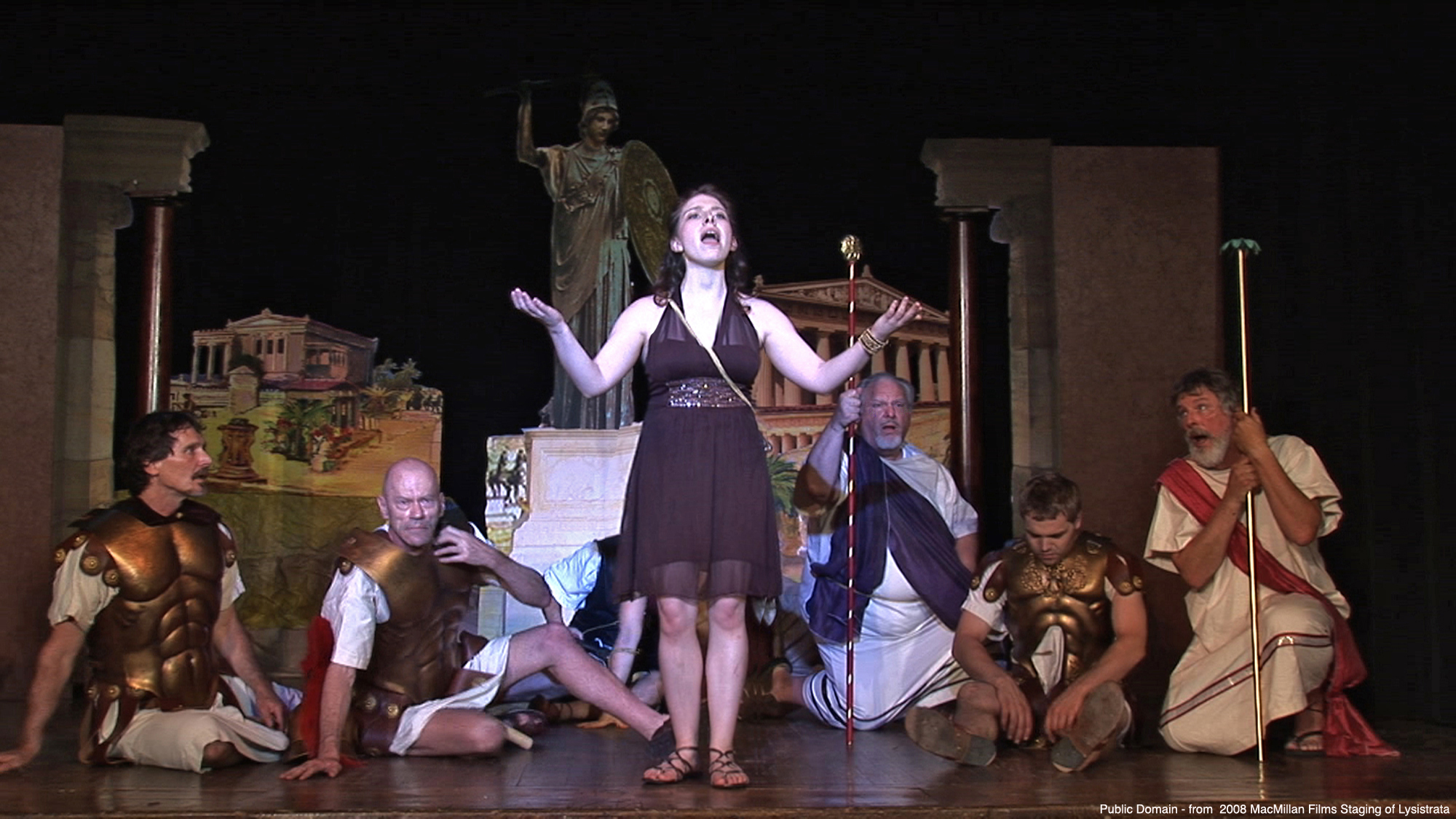
Lysistrate (2008).

Lysistrate (grekiska Λυσιστράτη) är en komedi av Aristofanes, skriven 411 f.Kr. som handlar om Lysistrate, som tillsammans med nästan alla kvinnor i Aten och Sparta sexstrejkar för att få slut på det peloponnesiska kriget som varat i tjugo år när pjäsen skrevs. Lysistrate övertalar de grekiska kvinnorna att neka sina män och älskare allt sexuellt, ofta formulerat som att gå i sexstrejk, för att tvinga männen att förhandla om fred. Taktiken får konsekvensen att kriget mellan könen trappas upp.
Stycket är mycket frispråkigt, och med de ideliga sexuella referenserna har det ansetts stötande. Stilmässigt är den en utveckling bort från den äldre attiska komedins form.

## Handling
Lysistrate samlar ett möte med kvinnor från olika grekiska stadsstater för att övertala dem till sexstrejk. Kvinnorna är först motvilliga men med stöd från Lampito från Sparta får Lysistrate dem till slut att gå med på förslaget. Lysistrate läser upp en lång ed som kvinnorna avlägger, som specificerar vad de lovar att inte ge sina män förrän kriget är slut. När eden är avlagd hörs triumferande rop från Akropolis där de gamla kvinnorna i Aten på Lysistrates anmodan tagit kontroll över byggnaden, där statskassan förvaras. Lampito beger sig iväg för att sprida nyheten om revolten medan Lysistrate och de andra kvinnorna stänger Akropolis portar om sig för att invänta männens reaktion.
En kör bestående av gamla män anländer, med avsikten att bränna ner Akropolis port om inte kvinnorna öppnar. Deras försök hejdas av en annan kör bestående av gamla kvinnor, som släcker elden med vatten och blöter ner männen. Sedan anländer en magistrat (probulus, medlem i ett styrelseråd i Aten under peloponnesiska kriget) tillsammans med skytiska bågskyttar (Atens närmaste motsvarighet till polisstyrka) för att hämta silver ur statskassan för inköp till krigsinsatser. Magistraten talar om kvinnors hysteriska natur och deras förkärlek för vin, promiskuöst leverne och udda religiösa vurmer, såsom Adoniskult och dyrkande av Sabazios. Framför allt anklagar han männen för att de inte håller koll på sina kvinnor. Bågskyttarna försöker öppna porten men blir övermannade av en grupp kvinnor. Lysistrate återställer ordningen och tillåter magistraten att förhöra henne. Hon förklarar för honom den frustration som kvinnor känner när det är krig och männen tar dumma beslut som påverkar alla utan att lyssna på sina fruar, och förklarar sen att hon tycker synd om de unga barnlösa kvinnorna som åldras därhemma medan männen är ute på sina ändlösa fälttåg. Magistraten invänder att även männen åldras men Lysistrate påpekar att männen kan gifta sig vid vilken ålder som helst, medan en kvinna bara har en kort tid innan hon anses för gammal. Magistraten beger sig iväg för att rapportera händelsen till sina kollegor, och Lysistrate återvänder till Akropolis.
De två körerna, bestående av gamla män respektive gamla kvinnor, debatterar med varandra tills Lysistrate återvänder till scenen med nyheter. Kvinnorna är desperata efter sex och har börjat desertera med diverse mer eller mindre löjliga svepskäl. Lysistrate gör vad hon kan för att återställa disciplinen och återvänder sen till Akropolis för att vänta på att männen ska ge upp.
Lysistrate förmår sedan en kvinna att reta sin frustrerade man, som lovar att stoppa kriget bara han får ligga med henne. Paret förbereder sig för samlag men kvinnan drar ut på det hela med förberedelser och till slut låser hon in sig i Akropolis igen. De gamla männens kör kommenterar mannens öde med en klagovisa.
En spartansk härold uppenbarar sig sedan bärande en stor börda - sin erektion, nödtorftigt dold under tunikan, och vill arrangera fredsförhandlingar. Magistraten, som även han nu bär på en stor börda, skrattar åt härolden men håller med om att det är dags för förhandlingar. Medan magistraten och härolden är borta för att hämta de manliga delegaterna till förhandlingarna förenas de två körerna, de gamla männen och de gamla kvinnorna, till en. Under fredsförhandlingarna presenterar Lysistrate de manliga delegaterna för en läcker ung kvinna vid namn Försoningen, som de inte kan ta ögonen från. Lysistrate klandrar båda sidor för visat dåligt omdöme. Delegaterna försöker förhandla men är svårt distraherade, och efter att en kort stund ha kivats om villkoren blir man överens och alla återvänder till Akropolis för att fira.
Pjäsen avrundas med mer sång av kören, humoristisk dialog mellan fulla festdeltagare, och mer sång och dans.

## Komedins innehåll
I sin komedi använder sig Aristofanes av en uppsjö referenser både till kända människor i sin samtid och till historiska personer. Han nämner samtida politiker, en prostituerad och hennes hallick och en samtida man känd för att vara feminin och/eller homosexuell, som han driver gyckel med i flera av sina komedier. I Lysistrate nämns han bland annat i sammanhang med att de sexsvultna atenska männen funderar på om det kanske skulle duga med honom. Pjäsen nämner ett flertal personer i grekisk historia som när pjäsen skrevs levt ett hundratal år bakåt i tiden. Hit hör krigardrottningen Artemisia I av Karien, de spartanska kungarna Leonidas I och Kleomenes I, statsmän och fältherrar som Myronides och Kimon och tyrannen Hippias. Han kommenterar en konstnär som var känd för att ha avbildat stridande amasoner, han nämner eller gör anspelningar på dramatikerna Aischylos och Euripides och deras verk, och Lysistrate citerar den samtida poeten och lustspelsförfattaren Ferekrates. Dessa och andra som Aristofanes nämner i pjäsen var personer som skådespelsförfattaren kunde räkna med att publiken skulle känna till, liksom han kunde förmoda att tillräckligt många kände igen citat från Homeros. Alla dessa kulturella och historiska referenser gör pjäsen svår att sätta upp för en modern publik utan hög grad av bearbetning.
Moderna uppsättningar av Lysistrate tolkar ofta pjäsen feministiskt och/eller pacifistiskt, men Aristofanes komedi är i sig självt inte någondera. Aristofanes framställer kvinnorna som skälmska njutningssökare och som irrationella varelser som behöver skyddas både från sig själva och från andra. Lysistrate är undantaget, en enastående undantagskvinna. Pjäsen försöker inte heller framställa världsfred som något mål; Lysistrate grälar på sändebuden från Aten och Sparta för att de ingått allianser med barbarer. Pjäsen behöver inte ens ses som en bön om att få stopp på kriget utan kanske mer som en dröm eller vision om ett hedervärt slut på det, vid en tid när ett reellt sådant inte föreföll som en möjlighet. Lysistrates syn på kriget behöver inte heller vara författarens. Kanske hon istället är en nidbild.

## Form
Lysistrate är ett steg i utvecklingen från den äldre attiska komedins strikta mönster. Körens uppdelning i två delar som ibland debatterar med varandra är ett avsteg från mallen. Pjäsen innehåller inte heller någon regelrätt parabas, ett element i den äldre attiska komedin där skådespelarna lämnar scenen och kören vänder sig direkt till publiken. Aristofanes komedier av äldre snitt innehöll regelrätt debatt, agon, konstruerad för retorisk effekt. Lysistrate innehåller ett slags agon mellan Lysistrate och magistraten där Lysistrate argumenterar för att krig är kvinnornas angelägenhet. Den följer delvis strukturen för en typisk agon i Aristofanes komedier i äldre stil men är atypisk genom att det mest bara är Lysistrate som pratar medan motparten flikar in frågor och uttrycker indignation.

## Översättningar och bearbetningar
Tre svenska översättningar har publicerats under 1900-talet, bland annat av Ivar Harrie och Hjalmar Gullberg 1932. Den senaste översättningen gjordes av Tord Bæckström 1968. Alla översättningar använde versmåttet sexfotad jambisk vers.
Bland moderna teaterprojekt baserade på Lysistrate finns Karl Gerhards revy Oss greker emellan från 1933. Mai Zetterlings film Flickorna från 1968 handlar om ett teatersällskap som repeterar pjäsen, och blandar sekvenser ur pjäsen med tre kvinnor ur teatertruppens privatliv. Mark Adamo skrev operan Lysistrate som hade premiär på Houston Grand Opera i USA 2005.
En serieadaption av Kristina Abelli Elander och Johan Werkmäster släpptes på LL-förlaget 2009 under titeln Sexstrejk nu! sa Lysistrate.